# Juri Michailowitsch Parfionowitsch
Juri Michailowitsch Parfionowitsch (russisch Юрий Михайлович Парфионович, wiss. Transliteration Jurij Michajlovič Parfionovič; geb. 21. September 1921 in Moskau; gest. 1990) war ein sowjetischer Tibetologe. Er ist der Autor von mehr als 30 Werken, darunter ein bekanntes Wörterbuch.

## Leben
Juri Parfionowitsch wurde 1921 in Moskau geboren. Er nahm am 2. Weltkrieg teil und studierte am Moskauer Instituts für Orientalistik. Von diesem Jahr an bis zu seinem Lebensende arbeitete er als Forscher am Institut für Orientalistik der Akademie der Wissenschaften der UdSSR. Er studierte Tibetisch am Institut für nationale Minderheiten in Peking. 1971 erwarb er den Titel eines Kandidaten der philologischen Wissenschaften. 
Während seiner Arbeit lernte er Juri Nikolajewitsch Roerich kennen und arbeitete mit ihm zusammen.
Zu seinen zahlreichen Werken gehört das Kratki tibetsko-russki slowar / Kurzes tibetisch-russisches Wörterbuch  (russisch Краткий тибетско-русский словарь, wiss. Transliteration Kratkij tibetsko-russkij slovar' ; 1963), das er gemeinsam mit B. W. Semitschew und B. D. Dandaron erstellte.